# Margret Mbeba
Margret Safatiya Mbeba foi uma política zambiana. Ela serviu como membro da Assembleia Nacional de Kazimuli de 1964 a 1968 e foi uma das primeiras deputadas eleitas na Zâmbia.

## Biografia
Membro do Partido Unido para a Independência Nacional (UNIP), Mbeba contestou o eleitorado de Kazimuli nas eleições gerais de janeiro de 1964 como candidata da UNIP. Ela foi eleita para o Conselho Legislativo, uma das três mulheres eleitas ao lado de Ester Banda e Nakatindi Yeta Nganga.